# 莫桑比克人民共和国
莫桑比克人民共和國（葡萄牙語：República Popular de Moçambique），是莫桑比克於1975年6月25日脫離葡萄牙獨立後，至1990年12月1日間的國號，是一个一党制的社会主义國家。执政党是莫桑比克解放阵线党。

## 外交关系
莫桑比克人民共和国在其短暂的历史中与COMECON成员国，特别是苏联和古巴享有密切的军事、政治和经济联系。两国在内战期间都在莫桑比克部署了军事特派团，为解放莫桑比克(FPLM)的人民部队提供咨询、培训和装备。1978年，部署在该国的苏联和古巴军人多达1000人。 还部署了大型文职技术特遣队；在1980年代后期，多达600名古巴和650名苏联技术人员在该国，致力于发展采矿和铁路基础设施和渔业。 两国还以特别优厚的条件向莫桑比克国民提供职业培训和大学奖学金。例如，1987年，4000名莫桑比克人获得奖学金到古巴学习，800人在那里接受职业教育。 1977年至1990年间，苏联向莫桑比克提供了1.05亿美元的财政援助。 在20世纪80年代，它是该国最大的海外贸易伙伴，以信贷方式供应莫桑比克的多种进口商品和所有石油。 苏联的许多进口商品都是直接用来交换莫桑比克农民生产的农产品的。
尽管莫桑比克人民共和国和南非公开反共的国民党政府之间外交关系冷淡，但经济现实确保了某些实际联系始终得到保留。 在整个内战期间，莫桑比克将卡布拉巴萨上的水力发电站出售给南非，南非投资者在该国港口设施中始终持有显著股份。
20世纪80年代末，随着苏联经济影响力的减弱，莫桑比克人民共和国与国际货币基金组织缔结了第一项重大协议，加入了洛美公约，并与苏联集团以外的一些国家，即西德建立了外交关系。

## 教育

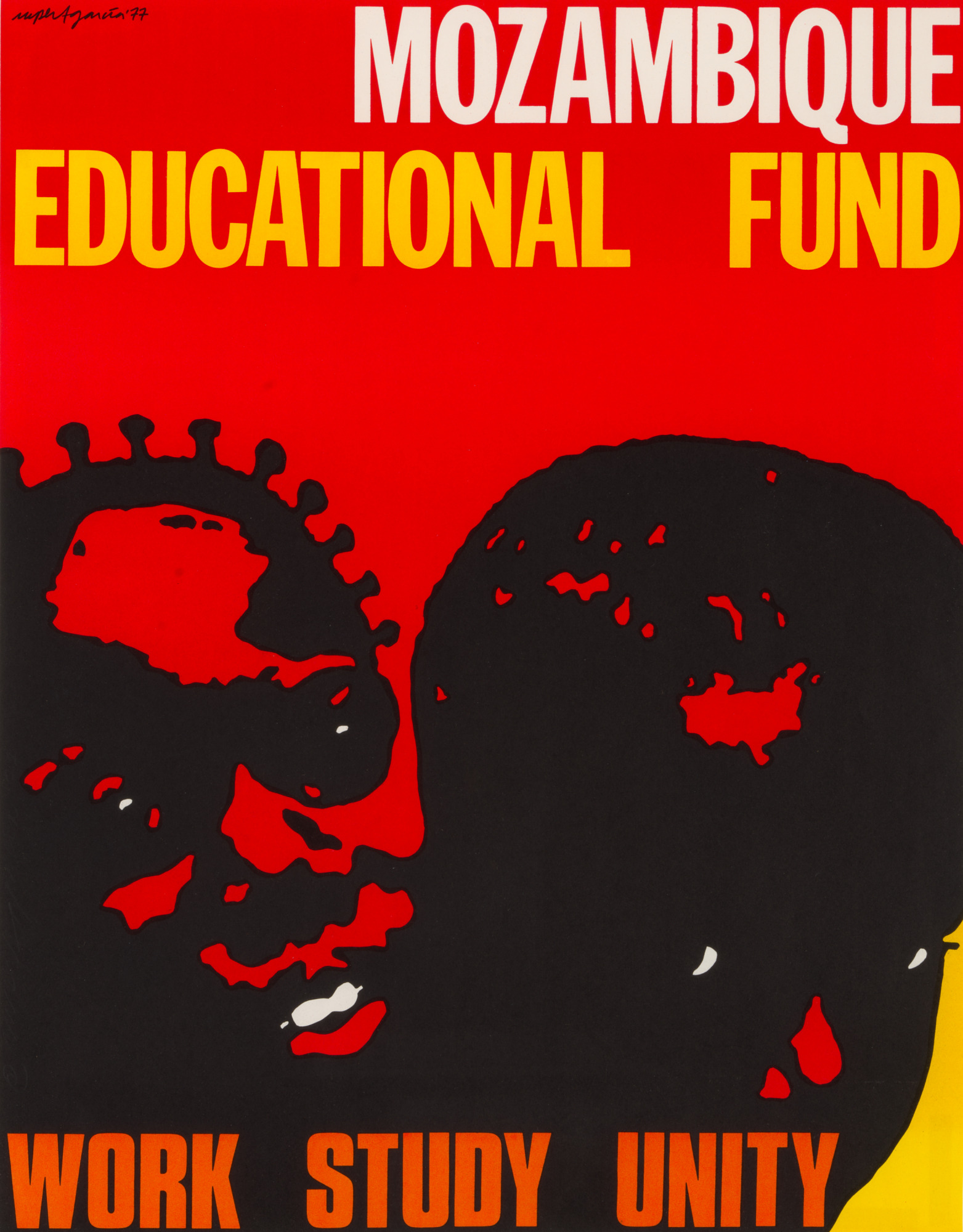
1977年鲁珀特加西亚为莫桑比克教育基金制作的海报

公立学校缺乏基本的供给，筹款工作由美国的莫桑比克教育基金等组织开始。

## 标志

國旗
(1975–1983)
(1983)
(1983–1990)

| - 國旗 - (1975–1983) - (1983) - (1983–1990) | - 國徽 - (1975–1982) - (1982–1990) |

國徽
(1975–1982)
(1982–1990)